# التزام (ضريبة)
الالتزام هي إحدى الضرائب التي كانت تؤخذ في الدولة العثمانية لإرسالها إلى السلطان العثماني، وقد تولى الالتزام طبقة من الأثرياء، وكان هؤلاء يتعهدون جمع الضرائب من الفلاحين. وكان يتم غالباً عن طريق المزايدة العلنية، حيث تقديم مصادر الدخل الحكومي للمتعهدين مقابل مبالغ مالية مقطوعة، بحيث يدفعها المتعهد «الملتزم» مقدما للدولة، ثم يحصلها مع أضعاف مضاعفة من المجتمع بالاستناد إلى قوات حكومية. وبموجب ذلك، يتسلم من السلطة العثمانية صكاً يخوله جباية الضرائب في هذه المنطقة، وكانت مدة الالتزام في الأساس لسنه واحدة، واشترط على الملتزم عدم تحصيل أكثر من النسبة المعينة.
كان الملتزم يدفع من صافي ما يجمع من الأموال- بعد النفقات المختلفة- جزءاً لخزينة السلطان، ولكن بانحطاط الدولة، أصبح الملتزمون يستغلون مناصبهم ويجمعون أكثر من المبالغ القانونية، ويسيئون بذلك إلى الفلاحين وإلى اقتصاد الريف بصوره عامة، وبلغ من ازدياد قوة وسلطة بعض الملتزمين إزاء ضعف الدولة؛ أن احتكروا الالتزام عدة سنوات، وأورثه بعضهم إلى أبنائهم من بعدهم. وأصبحت غالبية الملتزمين تتمتع بسلطة سياسة، ولا أدلّ على ذلك من ظاهر العمر في فلسطين في القرن الثامن عشر.
بدء بهذا النظام في القرن 17 الميلادي، وألغي في فترة التنظيمات، وتحديدا في 18 شباط 1856 م.

## التخلص منه عن طريق الدول العثمانية
تمكنت الدولة العثمانية من التخلص من هذا النظام خلال حركات الإصلاح والتجديد التي قامت بها من خلال المرحلة الثانية التي عرفت بمرحلة التنظيمات من خلال مرسوم خط شريف كلخانة نسبة إلى قصر كلخانة الذي أصدره السلطان عبد المجيد الأول عام 1839 وكان من بنوده وضع نظام ثابت للضرائب وجمعها بدلا من نظام الالتزام وبذلك تم التخلص منه.

## آثاره السلبية في المجتمع العثماني
لقد ترك الكثير من الآثار السلبية المتمثلة في:
1. إرهاق طبقة الشعب (الفلاحين والتجار والحرفيين)الذي أدى إلى تأخر أحوالها الاقتصادية وتدهورها.
2. أثر على الفلاحيين الذين استغلهم ملتزمو الضرائب وفرضوا ضرائب باهظة عليهم الامر الذي أدى إلى هجرهم قراهم وتناقص عدد الفلاحين وعدد الأراضي المزروعة واثر على الزراعة في الدولة العثمانية.
3. كان أحد أسباب ضعف الدولة العثمانية وتفككها.

## الترتيب الإداري
ينصب عن كل إقليم أو منطقة ملتزم واحد أو أكثر، يرأس الملتزمين موظف يسمى المحصل وهو مسؤول عن جمع الضرائب منهم، وفي بعض الأحيان كان الوالي هو المحصل، ومن هنا حدث صدام مع الملتزمين كما هو الحال بين سليمان باشا العظم والي الشام وظاهر العمر. وفي أواخر القرن السابع عشر، أحدثت الدولة نظام المالكانة، الذي أعاد للالتزام مدى زمنياً وخفف من حدة الاستغلال.